# Franská mytologie

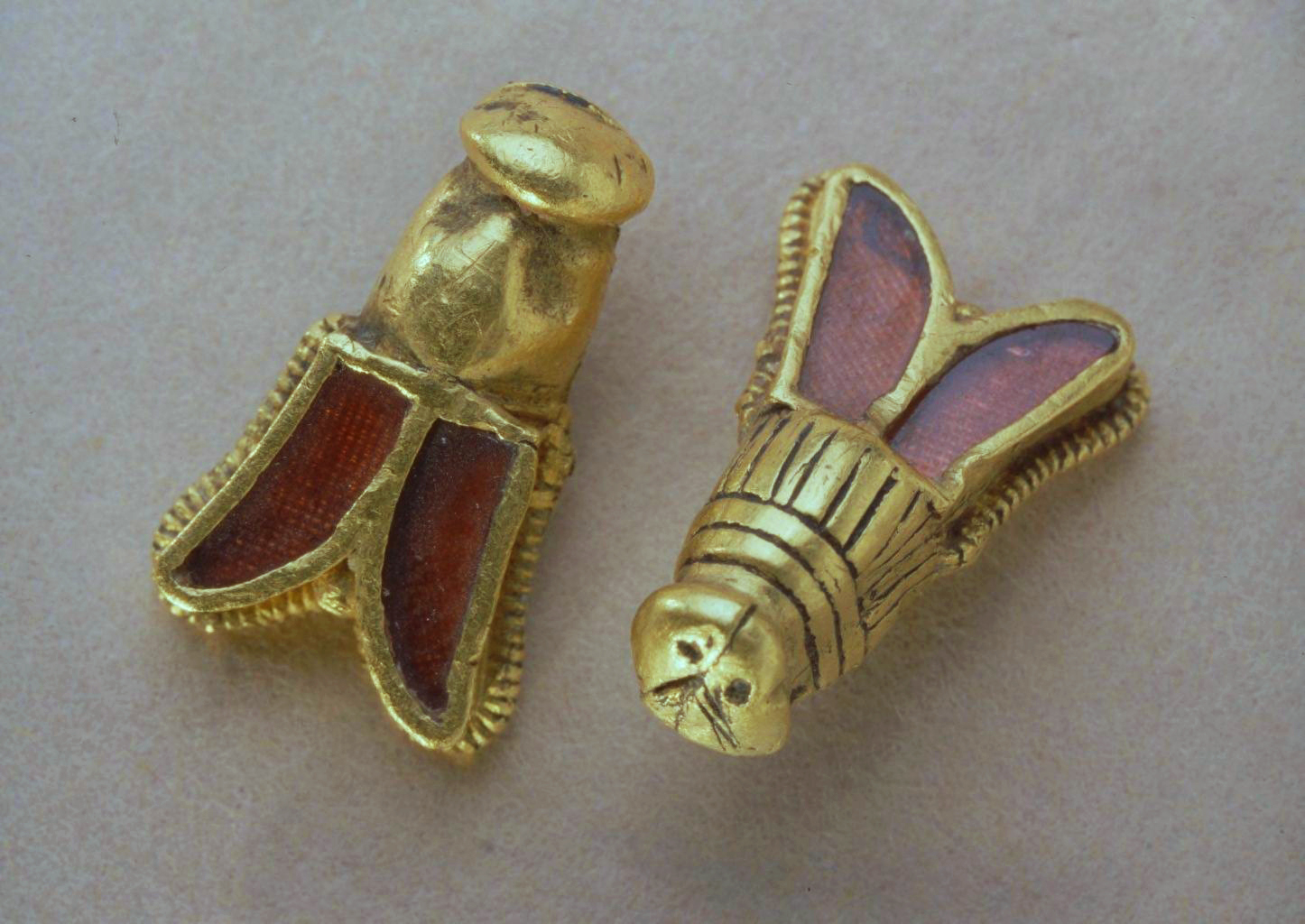
Zlaté cikády z hrobky krále Childericha I. mají symbolizovat dlouhověkost a nesmrtelnost.

Franská mytologie byla odnoží mytologie germánské a zdrojem předkřesťanského náboženství Franků raného středověku, do něhož se přimíchaly antické řecko-římské prvky. Franské náboženství a její mytologie se rozvíjely pouze do nástupu merovejského krále Chlodvíka I., který se kolem roku 500 rozhodl přijmout křest, ačkoli před ním již bylo mezi Franky mnoho křesťanů. Poté bylo franské pohanství v procesu christianizace postupně nahrazováno křesťanstvím. Nejdéle se pohané udrželi v středu Toxandrie až do konce 7. století.
Mytologie Franků se svými náboženskými představami se shodovala s mytologií a představami ostatních germánských národů. Nejvyšším bohem byl Allfadir (Všeotec) shodující se s Wotanem (severským Ódinem, též zvaným jako Všeotec, jehož Tacitus ztotožňoval s Merkurem), o němž Frankové soudili, že přebývá v posvátném háji, kde je mu možno obětovat i člověka. Jeho partnerkou měla být Freia (Freya), dále k důležitým božstvům patřili hromovládný Donar (Thór), válečný Zio (Týr, tj. Mars dle Tacita) a nakonec Yngvi (Freyr), bůh plodnosti, ke kterému Frankové podobně jako další Germáni od Severního moře pěstovali zvlášť hlubokou úctu. Někteří se domnívají, že k božstvům ctěných Franky náležela také bohyně Nerthus. Dle Herberta Schütze byla většina bohů pozemské po-lidštěné podstaty, vztahovala se k pozemským objektům, a byly tudíž zcela vzdáleni pojetí křesťanského Boha.
Součástí mytologie byl mimo jiné i mýtus s představami Franků o svém vlastním původu. Romanizovaní Frankové ovlivnění klasickou vzdělaností překvapivě odvozovali svůj původ od germánských Sugambrů a starověkých Trójanů. Dílo Liber Historiae Francorum od anonymního autora hovoří až o dvanácti tisících přeživších Trójánech, kteří po pádu Tróje pod vedením náčelníků Priama a Antenora odešli k řece Tanais (Don) a usadilo se v Panonii poblíž Azovského moře, kde založili město zvané „Sicambria“. Po dvou generacích od pádu Tróje (konec 4. století) se lid vedený Priamem a jeho synem Marcomerem přesunul k Rýnu. Starší verzi lze nalézt v Historia Francorum, v níž král Francio dal jméno Frankům, stejně jako Romulus městu Římu.